# Raïon Traktorozavodski
Le raïon Traktorozavodski (Тракторозаво́дский райо́н, district - ou arrondissement - de l'usine de tracteurs) est un des sept raïons de la ville de Tcheliabinsk en Russie. Il se trouve dans la partie orientale et il est nommé en l'honneur de l'usine de tracteurs de Tcheliabinsk.

## Histoire
Ce district est formé le 10 janvier 1937 à partir d'une partie du raïon Leninski (district de Lénine) comprenant l'usine de tracteurs Staline et son faubourg attenant de 70 000 habitants. Ses limites changent plusieurs fois: En 1958, une partie du raïon Krasnoarmeïski (de l'armée rouge) avec ses faubourgs de Tchourilovo, Razviazka, la carrière de Tchourilovo lui est donnée et en 1960, la limite est formée par les rues de Gatchina, la 3e Arzamsskaïa, la rue Lobatchevski. En 1969, trois hectares 1/2 du raïon Leninski lui sont donnés pour agrandir la surface industrielle de l'usine de tracteurs.
Ce district se trouve dans la partie orientale de la ville et s'étend sur 6 284 hectares, dont 933 sont occupés par le lac Pervoïe. Le nombre de ses habitants est d'environ 183 mille. Le district est délimité à l'ouest par le raïon Metallouritcheski, le raïon Kalininski, le raïon central, le raïon Sovietski; et au sud par le raïon Leninski. Les limites Nord et Est de ce district (raïon) correspondent avec celle de la ville. Le district de l'usine de tracteurs confine avec l'okroug de Kopeïsk. Ses limites actuelles sont celles du 14 avril 1999.

## Infrastructures
L'on trouve dans ce raïon:

### Entreprises
- Plus d'une vingtaine d'entreprises de machines-outils, d'industrie légère, d'industrie alimentaire, de défense s'y trouvent et surtout en premier lieu l'usine de tracteurs de Tcheliabinsk à laquelle ce district doit son nom. L'on peut citer aussi l'usine Tourbina, l'usine Avtomekhanitcheski, etc.
- 540 entreprises commerciales, dont les plus importantes sont TRK Gorki, ТК «Bachnia», ТК «Disco», le complexe de bureaux de commerce «Bajovski», la maison de négoce «Bessarabski», le supermarché n° 13 «Traktozavodski», le grand magasin n° 45 «Rossia», etc.
- 53 entreprises alimentaires, comme:
  - «Победа» Pobeda,
  - «Дас-Колбас» Das-Kolbas
- 87 entreprises de service

### Enseignement
- 24 écoles d'enseignement général
- 48 maternelles
- 5 écoles de formation continue pour enfants
- Filiale de Tcheliabinsk de l'Académie russe de l'économie nationale
- maison de l'Enfance
- 6 écoles professionnelles;
  - le lycée technique n° 5 et l'école n° 2 accueillent des enfants ayant des problèmes auditifs et du discours
- 5 établissements d'enseignement secondaire dont
  - le lycée technique de construction,
  - collèges post-secondaires:
    - montage,
    - culture,
    - service
    - «Комитент» Komitent.

### Santé
10 établissements de santé dont:
- clinique n° 8,
- polyclinique stomatologique n° 3,
- hôpital pédiatrique n° 1

### Sport et culture
- Maison de la culture pour l'enfance
- Salle de spectacle de l'usine de tracteurs
- Salle Smena
- 4 cinémas: «Kirovets», «Komsomolets», «Spartak», «Cinéma-Park»
- jardin de la Victoire, jardin Terechkova
- 3 établissements sportifs couverts: club Nadejda, école de gymnastique, palais de glace, piscine Ioubileïni
- 39 salles de sport
- centre méthodologique d'orientation professionnelle, activités psychologiques et pédagogiques avec les élèves de l'enseignement professionnel de la région

## Voies
- Voie Brodokalmakski
- Perspective Lénine
- Rue Komarov
- Rue de l'Artillerie
- Rue Bajov
- Rue des Héros de Tankograd
- Rue Gorki
- Rue Kotine
- Rue Lineïnaïa
- Rue Mamine
- Rue Pervaïa Piatiletka
- Rue Salioutnaïa
- Rue des Tankistes
- Rue Khokhriakov
- Rue Martchenko

## Lieux d'intérêt
- Monument du char IS-3 sur la place Komsomlskaïa
- Place des Monuments avec le monument de la Gloire et le mémorial de la Gloire, ainsi que le jardin de la Victoire
- Musée-exposition de technique militaire au jardin de la Victoire
- Monument des garde-frontières de l'Oural du Sud dans le jardin de la Victoire
- Le Bon Ange de la paix dans le jardin de la Victoire
- Monument du premier tracteur S-60 «Stalinets»